# Lingua turca ottomana
La lingua turca ottomana (turco ottomano: لسان عثمانی lisân-ı Osmânî) era la variante della lingua turca che fu utilizzata come lingua amministrativa e letteraria dell'Impero ottomano. Conteneva un gran numero di prestiti arabi e persiani. Di conseguenza, il turco dell'Impero ottomano era per la maggior parte ignorato dai membri delle classi più umili della società. Comunque, il turco parlato oggi è fortemente influenzato dalla variante ottomana.

## Struttura
I prestiti arabi nel turco ottomano non sono il risultato dell'esposizione diretta della lingua all'arabo, come si evince dal fatto che le parole di origine araba sono pronunciate alla maniera persiana. Inoltre, la conservazione di contenuti fonologici arcaici suggerisce che esse vennero assorbite in epoca pre-ottomana, quando ancora i turcofoni erano localizzati nel nord-est della Persia, prima della migrazione verso ovest delle tribù turche e la loro conversione all'Islam. Un'altra ragione è il fatto che questi prestiti li condivide pure con altre lingue turche come il tataro.
C'erano tre registri linguistici del turco ottomano:
- Fasih Türkçe (Turco eloquente, colto): la lingua della poesia e dell'amministrazione;
- Orta Türkçe (Turco mediano): la lingua dell'aristocrazia e del commercio;
- Kaba Türkçe (Turco volgare): la lingua delle classi umili.

Una persona avrebbe potuto usare due diverse parole a seconda del contesto. Ad esempio, nella lingua scritta la parola miele si dice asel (in arabo عسل‎?, ʿasl), ma nella vita di tutti i giorni si usa bal.

## Storia
Il turco ottomano si divide in 3 periodi storici:
- eski osmanlıca[1] (antico turco ottomano): È la versione di turco-ottomano utilizzata fino al XVI secolo. È quasi identico al turco parlato dai Selgiuchidi;
- orta osmanlıca (medio turco ottomano) o klasik osmanlıca (turco ottomano classico): È la lingua utilizzata dal XVI secolo fino all'epoca delle Tanzimat. È la variante più famosa della lingua;
- yeni osmanlıca (turco ottomano moderno): Dal 1850 al XX secolo. Lingua ricca di influssi del giornalismo e della letteratura occidentale.

## Alfabeto
| Isolata | Finale | Mediana | Iniziale | Nome           | ALA-LC Traslitterazione | Turco moderno    |
| ------- | ------ | ------- | -------- | -------------- | ----------------------- | ---------------- |
| ﺍ       | ﺎ      | —       | —        | elif           | a, â                    | a, e             |
| ﺀ       | —      | —       | —        | hemze          | ˀ                       | ', a, e, i, u, ü |
| ﺏ       | ﺐ      | ﺒ       | ﺑ        | be             | b, p                    | b                |
| ﭖ       | ﭗ      | ﭙ       | ﭘ        | pe             | p                       | p                |
| ﺕ       | ﺖ      | ﺘ       | ﺗ        | te             | t                       | t                |
| ﺙ       | ﺚ      | ﺜ       | ﺛ        | se             | s                       | s                |
| ﺝ       | ﺞ      | ﺠ       | ﺟ        | cim            | c, ç                    | c                |
| ﭺ       | ﭻ      | ﭽ       | ﭼ        | çim            | ç                       | ç                |
| ﺡ       | ﺢ      | ﺤ       | ﺣ        | ha             | ḥ                       | h                |
| ﺥ       | ﺦ      | ﺨ       | ﺧ        | hı             | ẖ                       | h                |
| ﺩ       | ﺪ      | —       | —        | dal            | d                       | d                |
| ﺫ       | ﺬ      | —       | —        | zel            | z                       | z                |
| ﺭ       | ﺮ      | —       | —        | re             | r                       | r                |
| ﺯ       | ﺰ      | —       | —        | ze             | z                       | z                |
| ﮊ       | ﮋ      | —       | —        | je             | j                       | j                |
| ﺱ       | ﺲ      | ﺴ       | ﺳ        | sin            | s                       | s                |
| ﺵ       | ﺶ      | ﺸ       | ﺷ        | şın            | ş                       | ş                |
| ﺹ       | ﺺ      | ﺼ       | ﺻ        | sat, sad       | ṣ                       | s                |
| ﺽ       | ﺾ      | ﻀ       | ﺿ        | dat, dad       | ż, ḍ                    | d, z             |
| ﻁ       | ﻂ      | ﻄ       | ﻃ        | tı             | ṭ                       | t                |
| ﻅ       | ﻆ      | ﻈ       | ﻇ        | zı             | ẓ                       | z                |
| ﻉ       | ﻊ      | ﻌ       | ﻋ        | ayın           | ʿ                       | ', h             |
| ﻍ       | ﻎ      | ﻐ       | ﻏ        | gayın          | ġ                       | g, ğ             |
| ﻑ       | ﻒ      | ﻔ       | ﻓ        | fe             | f                       | f                |
| ﻕ       | ﻖ      | ﻘ       | ﻗ        | kaf            | ḳ                       | k                |
| ﻙ       | ﻚ      | ﻜ       | ﻛ        | kef            | k, g, ñ                 | k, g, ğ, n       |
| ﮒ       | ﮓ      | ﮕ       | ﮔ        | gef¹           | g                       | g, ğ             |
| ﯓ       | ﯔ      | ﯖ       | ﯕ        | nef, sağır kef | ñ                       | n                |
| ﻝ       | ﻞ      | ﻠ       | ﻟ        | lam            | l                       | l                |
| ﻡ       | ﻢ      | ﻤ       | ﻣ        | mim            | m                       | m                |
| ﻥ       | ﻦ      | ﻨ       | ﻧ        | nun            | n                       | n                |
| ﻭ       | ﻮ      | —       | —        | vav            | v, o, ô, ö, u, û, ü     | v, o, ö, u, ü    |
| ﻩ       | ﻪ      | ﻬ       | ﻫ        | he             | h, e, a                 | h, e, a          |
| ﻻ       | ﻼ      | —       | —        | lamelif        | lâ                      | la               |
| ﻯ       | ﻰ      | ﻴ       | ﻳ        | ye             | y, ı, i, î              | y, ı, i          |

1Una corretta variante Ottomana di gef avrà il "mini-kaf" di ﻙ e il doppio segno di گ.